# 錐体筋
錐体筋（すいたいきん、英語: pyramidalis muscle）は、腹部の筋肉のうち前腹壁の中を走る前腹筋の一つ。恥骨上縁を起始とし、上方に向かい錐体のごとく窄まり、腹直筋鞘および白線（腹直筋中央の縦ライン部分）の下端に付着する。
白線を緊張させることにより、腹直筋の働きを補助する作用がある。